# Gemeinde Zvečan
Die Gemeinde Zvečan (serbisch Општина Звечан Opština Zvečan, albanisch Komuna e Zveçanit) ist eine Gemeinde im Kosovo. Sie liegt im Bezirk Mitrovica. Verwaltungssitz ist die Stadt Zvečan.

## Geschichte
Die Gemeinde wurde im Juli 1991 gegründet, ihre Ortschaften gehörten zuvor allesamt zur Gemeinde Kosovska Mitrovica. Die Gründung der Gemeinde hatte eher politische Gründe.

## Geographie
Die Gemeinde Zvečan befindet sich im Norden des Kosovo. Insgesamt befinden sich 35 Dörfer in der Gemeinde, ihre Fläche beträgt 122,4 km².
Im Süden grenzt die Gemeinde an die Mitrovica e Jugut und Nord-Mitrovica. Zusammen mit den Gemeinden Leposavić, Mitrovica, Skënderaj, Vushtrria und Gemeinde Zubin Potok bildet die Gemeinde den Bezirk Mitrovica.

## Bevölkerung
Die Volkszählung im Jahr 2011 wurde in der Gemeinde Zvečan nicht durchgeführt, weswegen aktuelle Bevölkerungsdaten auf Schätzungen basieren. Die OSZE taxierte 2015 eine Einwohnerzahl von 16.650, davon 16.000 Serben, und berief sich dabei auf Eigenangaben der Gemeinde. Im Wählerverzeichnis von 2013 waren gemäß der Zentralen Wahlkommission 10.012 Wahlberechtigte aufgeführt; diese Zahl umfasst auch im Ausland lebende Personen. Eine andere Schätzung von 2009 ergab eine Einwohnerzahl von knapp 7.500 Personen.
| Zensus    | 1948  | 1953  | 1961  | 1971   | 1981  | 1991   | 2009  |
| --------- | ----- | ----- | ----- | ------ | ----- | ------ | ----- |
| Einwohner | 6.417 | 7.890 | 9.166 | 10.095 | 9.710 | 10.030 | 7.481 |

## Orte
| Albanisch           | Serbisch        | Einwohnerzahl (2009) |
| ------------------- | --------------- | -------------------- |
| Banjska             | Banjska         | 350                  |
| Banovdoll           | Banov Do        | 233                  |
| Boletin             | Boljetin        | 43                   |
| Bresnica            | Bresnica        | 60                   |
| Dolana              | Doljane         | 179                  |
| Graboc              | Grabovac        | 545                  |
| Grizhan             | Grižani         | 3                    |
| Izvor               | Izvori          | 7                    |
| Jashevik            | Joševik         | 124                  |
| Kamenica            | Kamenica        | 0                    |
| Korila              | Korilje         | 1572                 |
| Kulla               | Kula            | 0                    |
| Lipa                | Lipa            | 77                   |
| Lipovica            | Lipovica        | 0                    |
| Llokva              | Lokva           | 20                   |
| Llovac              | Lovac           | 0                    |
| Llozishta           | Lozište         | 46                   |
| Matica              | Matica          | 311                  |
| Mekidoll            | Meki Do         | 7                    |
| Potok i Jankut      | Jankov Potok    | 14                   |
| Rahovica            | Oraovica        | 27                   |
| Reka e Banjskës     | Banjska Reka    | 30                   |
| Rudar i Madh        | Veliko Rudare   | 32                   |
| Rudar i Vogël       | Malo Rudare     | 650                  |
| Rudina              | Rudine          | 47                   |
| Sendoja             | Sendo           | 4                    |
| Sërboc              | Srbovac         | 157                  |
| Suhadoll i Banjskës | Banjski Suvi Do | 6                    |
| Vallaq              | Valač           | 81                   |
| Vilishta            | Vilište         | 50                   |
| Zhazha              | Žaža            | 266                  |
| Zherovnica          | Žerovnica       | 520                  |
| Zhitkoc             | Žitkovac        | 497                  |
| Zveçan              | Zvečan          | 1297                 |
| Zveçan i Vogël      | Mali Zvečan     | 325                  |